# Xã Urbana, Quận Champaign, Illinois
Xã Urbana (tiếng Anh: Urbana Township) là một xã thuộc quận Champaign, tiểu bang Illinois, Hoa Kỳ. Năm 2010, dân số của xã này là 7.451 người.